# 大布雷茹杜阿拉瓜亞

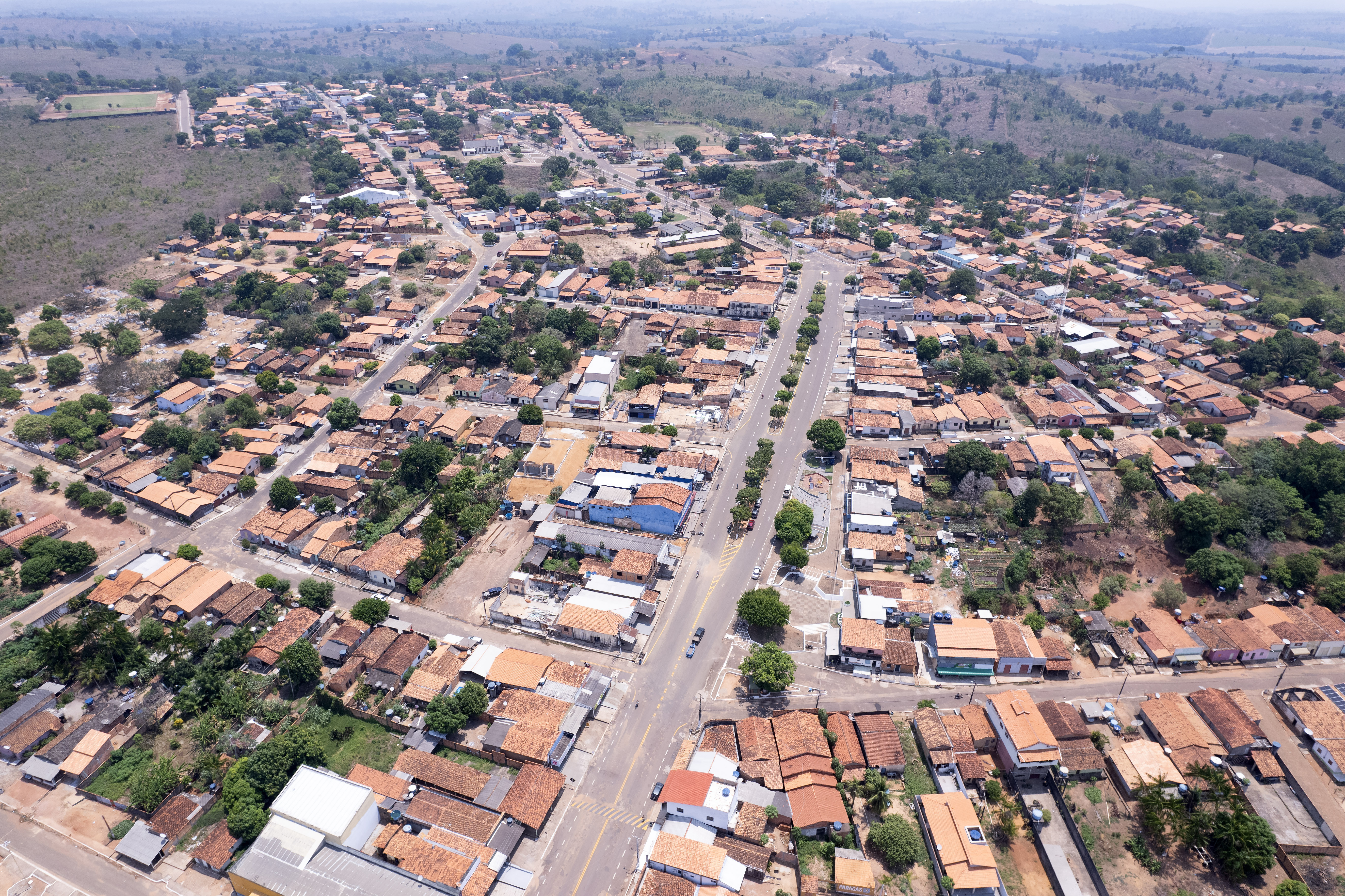
大布雷茹杜阿拉瓜亞

大布雷茹杜阿拉瓜亞（葡萄牙語：Brejo Grande do Araguaia），是巴西的城鎮，位於該國北部，由帕拉州負責管轄，始建於1988年5月10日，面積1,188平方公里，海拔高度110米，2012年人口7,295，人口密度每平方公里6.14人。